# Kenneth Keating
Kenneth Barnard Keating (Lima, 18 de maio de 1900 - Nova Iorque, 5 de maio de 1975) foi um político, diplomata e juiz americano que serviu como senador dos Estados Unidos representando Nova Iorque de 1959 a 1965. Membro do Partido Republicano, ele também serviu na Câmara dos Representantes, representando os 40º e 38º distritos congressionais de Nova Iorque de 1947 a 1959. Além disso, ele atuou como juiz do Tribunal de Apelações do Estado de Nova Iorque de 1966 a 1969 e foi embaixador dos EUA na Índia de 1969 a 1972 e em Israel de 1973 até 1975.
Natural de Lima, Nova Iorque, Keating se formou no Genesee Wesleyan Seminary em 1915, antes de continuar na Universidade de Rochester, onde se formou em 1919. Ele se tornou professor na East High School por um breve período, antes de começar a frequentar a Harvard Law School. Depois de se formar em 1923, Keating exerceu a advocacia em Rochester e tornou-se ativo na política do Partido Republicano. Durante a Primeira Guerra Mundial, Keating serviu no Corpo de Treinamento do Exército Estudantil (SATC) na Universidade de Rochester. Ele se juntou ao Exército dos Estados Unidos para a Segunda Guerra Mundial e foi comissionado como major. Ele serviu na Índia como chefe do escritório dos EUA que administrou o programa Lend-Lease para o China Burma India Theatre e foi promovido a coronel antes do fim da guerra. Após o fim de seu serviço de guerra, ele continuou a servir no Corpo de Reserva Organizado. Ele foi promovido a general de brigada em 1948 e continuou a servir até se aposentar em 1963.
Em 1946, Keating concorreu com sucesso a uma cadeira na Câmara dos Estados Unidos, representando o 40º distrito de Rochester. Em 1952, ele foi redistritado para o 38º distrito. Durante sua passagem pela câmara, Keating foi reeleito cinco vezes e desenvolveu uma reputação de moderado em muitos assuntos, embora tenha adotado posições conservadoras na Guerra Fria, sendo anticomunista, bem como na luta contra o crime organizado. Em 1958, ele concorreu com sucesso a uma cadeira no Senado dos Estados Unidos por Nova Iorque e serviu de 1959 a 1965. No Senado, Keating era um defensor da dessegregação e desempenhou um papel fundamental na quebra da obstrução que permitiu a aprovação da Lei dos Direitos Civis de 1964. Durante a eleição presidencial de 1964 nos Estados Unidos, ele se recusou a endossar o candidato republicano conservador Barry Goldwater. Keating concorreu à reeleição no final daquele ano, mas foi derrotado pelo democrata Robert F. Kennedy. Depois de deixar o Senado, Keating exerceu a advocacia por um breve período antes de se tornar juiz do Tribunal de Apelações de Nova York. Ele serviu até 1969, quando renunciou para se tornar embaixador dos Estados Unidos na Índia. Ele serviu como embaixador até 1972, quando renunciou para fazer campanha pela reeleição do presidente Richard Nixon. Em 1973, Nixon nomeou Keating embaixador dos EUA em Israel, e Keating permaneceu nesta posição até sua morte em 1975.